# 宋马锁
宋马锁（1945年5月—），男，山西人，中华人民共和国政治人物、外交官。

## 生平
1967年，进入中华人民共和国外交部工作，任外交部办公厅科员，此后历任办公厅副处长、处长。1989年，任外交部机关工会办公室主任。1992年，任外交部机关工会副主席。1993年，任外交部办公厅参赞。1995年，任驻朝鲜大使馆参赞。1998年，任外交部离退休干部局局长。2003年1月，任外交部驻香港特派员公署副特派员。2006年7月，离任回京。

## 家庭
已婚，有一子。